# Mopertingen
Mopertingen est une section de la ville belge de Bilzen située en Région flamande dans la province de Limbourg.

## Géographie
Le village est situé à 13 kilomètres au nord-est de Tongres.

## Histoire
Mopertingen était jadis un des huit villages faisant partie de ce qu’on appelait les « Terres de rédemption ».
C'était une commune à part entière avant la fusion de communes de 1971 où Mopertingen fusionna avec Hees et Rosmeer, puis en 1977 avec Bilzen.

## Évolution démographique
- Sources: INS, www.limburg.be et Ville de Bilzen